# Brjuchoveckij rajon
Il Brjuchoveckij rajon (in russo Брюховецкий район?) è un rajon del Kraj di Krasnodar, nella Russia europea.